# NullReferenceException
NullReferenceException（ナル・リファレンス・エクセプション、ヌル・リファレンス・エクセプション）は、マイクロソフトが開発したプログラミング言語であるC#で発生する例外の一つである。

## 解説
基本的にはJavaで用いられるNullPointerExceptionと同じであり、値が代入されていない、またはNull値が代入されている変数を参照しようとすると発生する例外である。
なお、例外処理を書かなくてもコンパイル（ビルド）が出来るためJavaと同じく初心者が陥りやすい、うっかりミスの一つでもある。